# Batu Rejo
Batu Rejo is een bestuurslaag in het regentschap Deli Serdang van de provincie Noord-Sumatra, Indonesië. Batu Rejo telt 469 inwoners (volkstelling 2010).